# كاهوت
Kahlotus, Washingtonكاهوت (بالإنجليزية: Kahoot)‏
برنامج كاهوت هو لعبة تعليمية مجانية تستخدم كتعليم تقني في المدارس والمؤسسات وأشياء أخرى. «والكاهوتس» هم المستخدمون في اختبار الاختيار من المتعدد، وباستطاعته المستخدمون الدخول عبر متصفح الويب أو تطبيق الكاهوت. والهدف من برنامج هو مراجعه ما تعلمه الطلاب عند نهاية الصف بطريقة غير تقليدية وتستخدم طريقة التقييم التكويني.

## التاريخ والتطوير
- أسس برنامج كاهوت في عام 2012م من قبل مجموعة طلبه وهم جون براند وجيم بروكير ومورتين فيرفيك حيث كان هذا البرنامج مشروع تخرجهم من جامعة النرويج للعلوم والتكنولوجيا، وتعاونا مع البروفيسور ألف إنجي وانف ومن ثم انضم إليهما رجل الأعمال النرويجي أسموند فوروسيث.

وفي عام 2013م تم إصدار النسخة التجريبية خاصة من التطبيق في SXSWedu. وفي نفس العام في شهر سبتمبر نشرت النسخة لناس عامة، صمم برنامج الكاهوت ليكون أداة تعليمية اجتماعية تجمع جميع المتعلمين في شاشة واحدة كالسبورة الذكية أو الشاشة العرض الضوئية (البورجكتر) أو شاشة الحاسب الآلي. ويستخدم الموقع أيضًا أداة مشاركة الشاشة كالسكايب وقوقل هانق آوتس . ومن مميزات البرنامج أنه يمكن لعب اللعبة بمختلف المتصفحات والهواتف الذكية.

## طريقة استخدام برنامج كاهوت
طريقة استخدام برنامج كاهوت سهلة ولكي تستخدمه يجب أن يتوفر لديك هاتف المحمول ومن ثم تدخل إلى موقع كاهوت -وهو مخصص للمستخدمين- وبعد ذلك سيشارك المعلم أو قائد الأعمال أو أي شخص آخر Pin وهو رقم التعريفي للعبة في شاشة العرض لكي يسمح لك الدخول إلى اللعبة الافتراضية، ويجب على جميع اللاعبين إدخال الرقم التعريفي الظاهر على الشاشة، ومن ثم يجيبون على الأسئلة المطروحة وبعد الإجابة عليها يحصل الشخص الذي جاوب جواب صحيحًا سريعًا على نقاط. و يستطيع المعلم أو القائد تحديد درجة الأسئلة كأن يختار كم نقطة على كل سؤال إما ألف أو ألفان نقطة.
ونقاط اللاعب تحسب بحسب الجواب والوقت المستغرق في حل الاختبار، فكلما أسرعت باختيار الإجابة الصحيحة زادت نقاطك، وعند نهاية كل سؤال يظهر الأشخاص الأوائل الثلاث الذين احتلوا المراتب الثلاث الأولى على الشاشة العرض.
نفذ برنامج كاهوت تتحدي الأسئلة المنوعة اللاعبين ووضع الإجابات بالترتيب الصحيح بدلاً من اختيار إجابة صحيحة واحدة. كما يقدم تجربة جديدة تشجع على تركيز أكبر عدد من اللاعبين.  
في شهر مارس من عام 2017م وصل العدد التراكمي للمتركين في كاهوت إلى بليون مشترك، وأصدرت شركة كاهوت تقريرًا بأنها حصلت على خمسين مليون مشترك مميز وفعال في الشهر الواحد. وفي شهر سبتمبر من نفس العام أطلقت كاهوت تطبيقا لها لحل الواجبات المنزلية.

## الإنجازات
وفي عام 2017م ارتفعت أرباح كاهوت المالية إلى أن وصلت 26.5$ مليون دولار من تمويل مدينة نوثزون في كرندوموما مشاريع مايكروسوفت. وقدرت أرباح كاهوت في الحادي عشر من شهر أكتوبر عام 2018م إلى ثلاث مئة مليون دولار.
والآن المشتركين في برنامج كاهوت بإمكانهم شراء الإصدارات المميزة، ككاهوت برو وكاهوت بريمو، والتي تمنح للمشتركين الإمكانيات لصنع لعبة شيقة. ومن المميزات الإصدارات المتميزة يمكنك أن تجدها هنا.